# Shankill (stacja kolejowa)
Shankill (ang: Shankill railway station, irl: Stáisiún Sheanchill) – stacja kolejowa w miejscowości Shankill, w hrabstwie Dún Laoghaire–Rathdown, w Irlandii. Znajduje się na Dublin to Rosslare Line.
Stacja jest zarządzana i obsługiwana przez Iarnród Éireann.

## Historia
Oryginalna stacja, położona była około 650 m na południowy zachód od obecnego dworca. Otwarto ją 10 lipca 1854 jako część Harcourt Street Line łączącej Dublin z Bray. Stacja ta została zamknięta, gdy zamknięto linię w 1958 roku. Historyczna fasada budynku dworca została zabudowa podczas budowy Shankill Business Centre w 1970.
Obecną stację Shankill otwarto 10 czerwca 1977 roku. Została zmodernizowana w 1983 roku w ramach rozbudowy systemu DART.
Kasa stacji jest otwarta w godzinach 7-10, od poniedziałku do piątku.

## Linie kolejowe
- Dublin to Rosslare Line